# Ясинец
Ясинец (укр. Ясинець) — село, входит в Селецкий сельский совет Дубровицкого района Ровненской области Украины.
Население по переписи 2001 года составляло 544 человека. Почтовый индекс — 34142. Телефонный код — 3658. Код КОАТУУ — 5621887302.

## Местный совет
34141, Ровненская обл., Дубровицкий р-н, с. Селец, ул. Шевченко, 2а.